# Tethyopsis longispinus
Tethyopsis longispinus är en svampdjursart som först beskrevs av Lendenfeld 1907.  Tethyopsis longispinus ingår i släktet Tethyopsis och familjen Ancorinidae. Inga underarter finns listade i Catalogue of Life.